# 간토 대학살
간토 대학살일본어: 關東大虐殺, 영어: Kanto Massacre) 혹은 관동 대학살은 1923년 일본 도쿄도 등을 포함한 간토 지방에서 발생한 간토 대지진 당시 혼란의 와중에서 일본 민간인과 군경에 의하여 조선인을 대상으로 벌어진 무차별적인 대량 학살 사건이다. '간토 대지진 조선인 학살 사건'(關東大地震朝鮮人虐殺事件) 또는 '1923년 조선인 대학살'이라고 불린다. 희생자 수는 약 6,000명 혹은 6,600명에 달하는 것으로 알려졌으나, 이후 추가 자료가 발굴되면서, 희생자가 약 2만 3,058명이라는 주장이 제기되었다.

## 개요
많은 전문가들은 '간토 대지진 조선인 학살 사건'에 대한 사건 자료의 부족 원인으로 일본 민간인들의 사실 은폐 여부와 더불어 일본 정부의 관련 여부와 충분한 결과를 제시하지 못하는 일본 정부의 조사 의지 등이 주요한 원인으로 언급되고 있는 가운데 이러한 맥락이 매우 위험했던 일본의 상황뿐만 아니라 외국인에 대한 관계 정립에서 올바른 미래로 나아가는데 안타까운 역사적 상황으로 여겨지고 있다.

### 사건의 배경

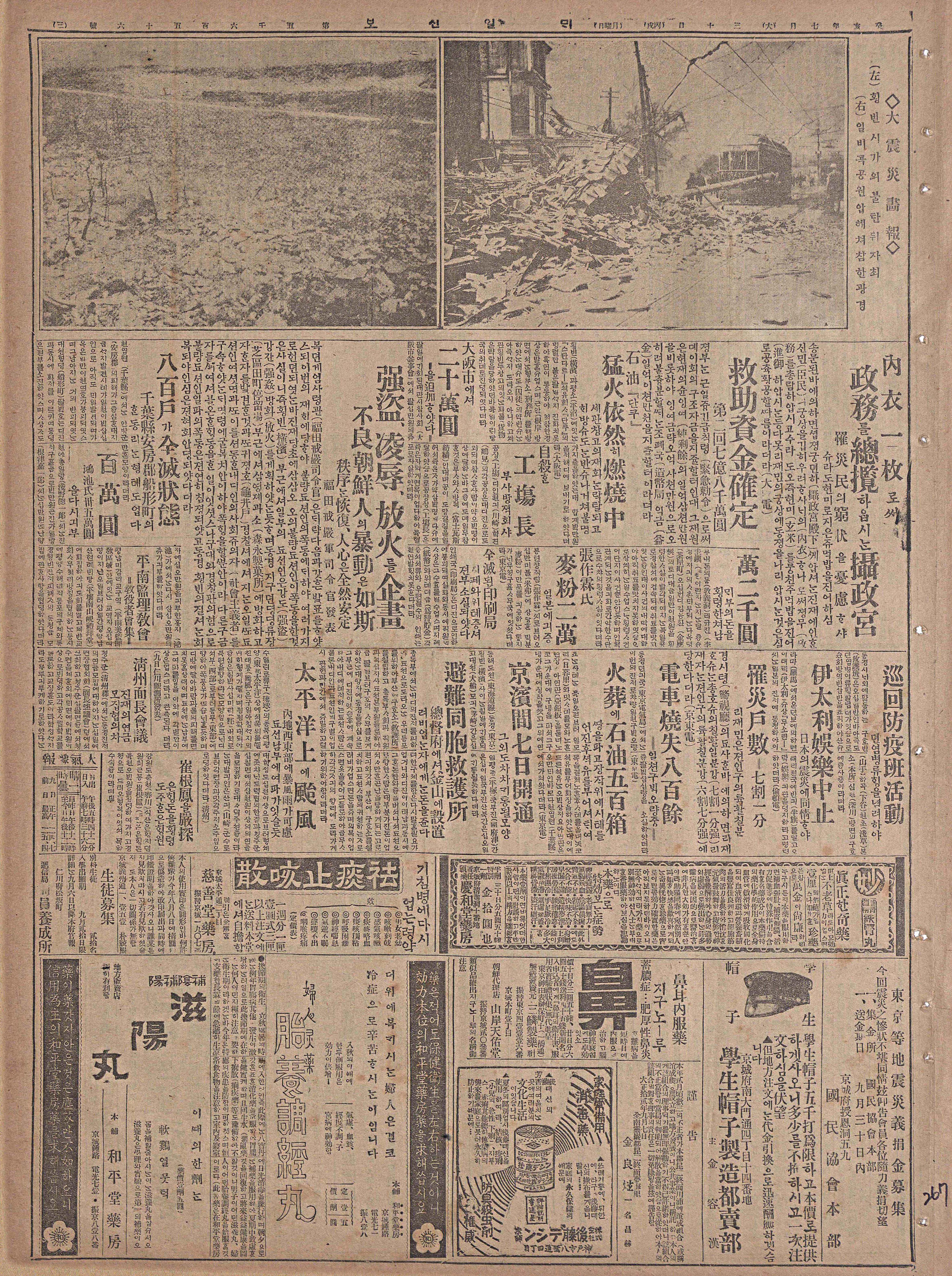
1923년 9월 10일자 매일신보. 신문에는 '관동대지진 당시 조선인들이 폭동을 조장하고 있다.'는 내용의 기사글로 전면을 다루고 있다.

1923년 도쿄 일원의 간토 지방은 지진으로 인하여 궤멸적인 피해를 입었고, 민심과 사회질서가 대단히 혼란스런 상황이었다. 일반인들 사이에 서로를 믿지 못하는 불신이 싹트는 가운데, 내무성은 계엄령을 선포하였고, 각 지역의 경찰서에 지역의 치안유지에 최선을 다할 것을 지시하였다. 그런데 이때 내무성이 각 경찰서에 하달한 내용 중에 “재난을 틈타 이득을 취하려는 무리들이 있다. 조선인들이 방화와 폭탄에 의한 테러, 강도 등을 획책하고 있으니 주의하라.”라는 내용이 있었다.
이 내용은 일부 신문에 사실확인도 없이 보도되었고, 보도 내용에 의해 더욱 더 내용이 과격해진 유언비어들이 아사히 신문, 요미우리 신문 등 여러 신문에 다시 실림으로써 “조선인(또한 중국인)들이 폭도로 돌변해 우물에 독을 풀고 방화·약탈을 하며 일본인을 습격하고 있다.”라는 거짓소문이 각지에 나돌기 시작했다. 당시에는 지진으로 인하여 물 공급이 끊긴 상태였고, 목조 건물이 대부분인 일본인은 화재를 굉장히 두려워 하였으므로, 이러한 소문은 진위 여부를 떠나 일본 민간인에게 조선인이나 중국인에 대한 강렬한 적개심을 유발하였다.

### 일본인들의 조선인 학살
이에 곳곳에서 일본인들이 자경단을 조직해 불심검문을 하면서 조선인이나 중국인으로 확인되면 가차없이 살해하는 만행을 저지르기 시작하였다. 이들은 죽창이나 몽둥이, 일본도 등으로 무장하였고, 일부는 총기로 무장하기도 하였다. 우선 조선식이나 중국식 복장을 한 이는 바로 살해당하였으며, 학살 사실을 알고 신분을 숨기기 위해 일본식 복장을 한 조선인이나 중국인, 타지역 출신을 식별해 내기 위해서 외국인에게 어려운 일본어 발음(한국어에 없는 어두전탁 및 종종 정확하게 구분되지 않는 장음 발음(撥音) 등으로 이루어진) “十五円五十銭(15엔 50전)”(じゅうごえんごじっせん)이나 "大根(무)"(だいこん)을 시켜보아 발음이 이상하면 바로 살해하였다. 이때, 조선인뿐만 아니라, 중국인, 류큐인, 외자 성을 강제당해 조선인으로 오인받은 아마미 제도 출신, 지방에서 도쿄로 와 살고 있던 지방의 일본인(특히 도호쿠, 고신에쓰, 홋카이도 출신), 미국, 영국 등 서양 출신으로 도쿄에 온 기자들도 발음상의 차이로 조선인으로 오인받고 살해당하는 등, 자경단의 광기는 상상을 초월하였다. 일부 조선인들은 학살을 피해 경찰서 유치장으로까지 피신하였으나, 일부 지역에서는 자경단이 경찰서 안까지 쳐들어와 끄집어 내어 학살하였다. 외국인이나 타 지역 사람들이 도쿄에 가는 것은 곧 죽음을 뜻했다. 경찰은 살인을 보고서도 방관하거나, 소극적으로 대응하였으며, 오히려 조선인을 조직원으로 받아들이고 있던 야쿠자등 비공권력 범죄 집단의 일부가 조선인을 숨겨주는 일이 있었다. 조선인 학살과 더불어 사회주의자, 아나키스트, 인권운동가, 반정부 행위자 등으로 경찰에 요주의 인물로 등록되어 있던, 주로 좌파 계열의 운동가에 대한 학살사건도 동시에 진행되었다.

### 자경단의 폭력
일본군이나 경찰의 주도로 간토 지방에서만 4,000여개나 되는 자경단이 조직되어 집단 폭행 사건이 일어나기 시작했다. 요코하마 지역에서는 형무소에서 죄수들이 풀러나며 자경단의 활동이 가속화되었다. 이런 자경단의 집단행동으로 조선인 뿐 아니라 중국인, 일본인 등의 사망자가 나왔다. 조선인인지를 판별하기 위해 쉽볼렛을 말하게 시키거나 일본의 국가인 기미가요를 부르게 시켰으며, 한국어에는 어두에 탁음이라는 개념이 없다는 것을 이용해 행인에게 "15엔 50전"(일본어: 十五円五十銭 주고엔고주센[*]), "가기구게고"(일본어: ガギグゲゴ 가기구게고[*])를 말하게 하여 제대로 발음하지 못하면 조선인이라고 단정지으며 폭행하거나 살해하였다. "하얀 복장이라 조선인이다"라는 이유로 일본 해군 장교도 조선인으로 의심하기도 하였다. 또한 후다이촌 사건처럼 사투리를 말하는 지방 출신 일본인들도 살해한 경우도 있었다. 농아의 경우에도 마찬가지로 공격하여 도쿄농아학교 재학생의 절반 이상이 실종되었으며 졸업생 중 1명이 살해당했다. 9월 4일에는 사이타마현 혼조정(현 혼조시)에서 주민들이 조선인을 공격하여 살해하는 혼조 사건이 일어났다. 같은 날 구마가야정(현 구마가야시), 9월 5일 메누마정에서도 같은 사건이 일어났다. 9월 5일에서 6일 사이에는 군마현 후지오카정(현 후지오카시)에서 후지오카 경찰서 내에 구금되어 있던 자갈회사가 고용한 재일조선인 17명이 경찰서 내로 난입한 자경단과 군중의 린치로 살해당한 후지오카 사건이 일어났으며 이 사건은 당시 사망진단서와 검시기록 자료에도 남아 있다.
이런 학살 와중에도 조선인 등을 보호하고자 하는 사람들도 있었다. 요코하마시의 쓰루미 경찰서장이었던 오카와 쓰네키치는 경찰 보호 하에 있는 조선인 300명을 보호하기 위해 1천여명의 군중과 대치하면서 "조선인들을 제군에게 넘겨줄 수 없다. 이 오카와부터 죽이고 나서 데려가라. 조선인을 넘겨주는 대신 목숨이 붙어있는 한 계속 싸우겠다"며 군중을 물리친 일도 있었다. 그러면서 "독을 탔다는 우물물을 가져와라. 그 우물물을 내가 직접 마셔서 보여주겠다."라고 하면서 1되짜리 병에 든 물을 다 마시기도 하였다. 오카와는 조선인들이 일하고 있던 공사업체 관계자와 친분이 있었던 것으로 알려졌다. 이외에도 일본군 내 일부 인사들도 조선인을 보호하기도 했다. 당시 요코스카 진수부 장관이었던 노마구치 가네오의 부관이었던 구사카 류노스케(훗날 제1항공함대 참모장) 대위는 "조선인이 어선을 타고 대거 들이닥쳐 적기를 흔들고 우물에 독약을 풀고 있다"라는 루머에 현혹되지 않고 해군육전대의 실탄 사용 신청이나 재향군인회의 무기 방출 요청 허가를 전부 내주지 않았다. 요코스카 진수부는 계엄사령부의 명령에 따라 "조선인 피난소"가 되었으며, 신변의 위협을 느낀 조선인들이 잇다라 이곳으로 대피하였다. 현재의 지바현 후나바시시 마루야마에 있었던 마루야마 취락에서는 마을 주민들이 이전부터 같이 살고 있었던 조선인들을 자경단으로부터 지키기 위해 일치단결하기도 하였다. 또 조선인을 고용했던 사이타마현의 한 마을 공장의 사장은 조선인들을 벽장에 숨겨 자경단으로부터 지키기도 하였다.
경관수첩을 가진 순사가 헌병에게 체포되었는데 우연히 그 자리에서 소꿉친구였던 해군장교에게 도움을 받아 풀러났다는 일화도 있다. 당시 와세다 대학에 재학중이던 주마 가오루(훗날 오사카 시장이 됨)는 숙모의 집에 문병하러 가던 도중 군중에게 둘러싸인 뒤 시토미사카 경찰서로 끌려가면서 "죽음을 각오할 정도의" 폭행을 당했다고 말했다. 역사학자 야마다 쇼지는 당시 간토 지역에서 잔학한 폭행이 매우 많았다고 말하고 있다.
10월 이후 폭주하는 자경단은 경찰에게 체포되었는데, 살인, 살인미수, 상해치사, 상해 등 4개 죄목으로 기소된 일본인은 362명에 달했다. 하지만 기소된 사람들 대부분이 "애국심"으로 일으킨 일이라고 대부분이 집행유예를 받았으며 몇몇 사람들도 매우 가벼운 형을 받았다. 후쿠다촌 사건으로 실형을 선고받은 사람들도 황태자(후일의 쇼와 천황, 당시 섭정) 결혼으로 사면받았다. 간토 지역의 자경단들은 11월이 되어 전부 해체 명령을 받아 해체되었다.

### 일본 치안 당국의 학살 묵인
치안 당국은 루머상의 “조선인 폭동”이 없는 것을 이미 알고 있었지만, 혼란 수습과 질서 회복의 명분하에 자경단의 만행을 수수방관하였고, 일부는 가담하거나 조장하기까지 하였다. 그러나 점차 자경단의 만행이 도를 넘어서 공권력을 위협할 정도가 되자, 그제야 개입하였으나, 이미 수많은 조선인이 학살당한 후였다. 자경단의 살상 대상은 남녀노소를 가리지 않았으며, 상당수는 암매장되었다. 학살이 최고조에 달했을 때에는 도쿄에 흐르는 스미다가와와 아라카와의 두 강이 흘러 다니는 시체로 인해 피바다로 물들었다고 한다. 일본 정부는 최종적으로 유언비어를 공식 확인하였으나, 피해자의 수를 줄여서 발표하고, 자경단 일부를 연행·조사하였으나, 형식상의 조치에 불과하였으며, 기소된 사람들도 증거불충분을 이유로 무죄 방면되었다. 학살 사건으로 인한 사법적인 책임또는 도의적인 책임을 진 사람이나 기구는 전혀 없었다.

## 관련 사실

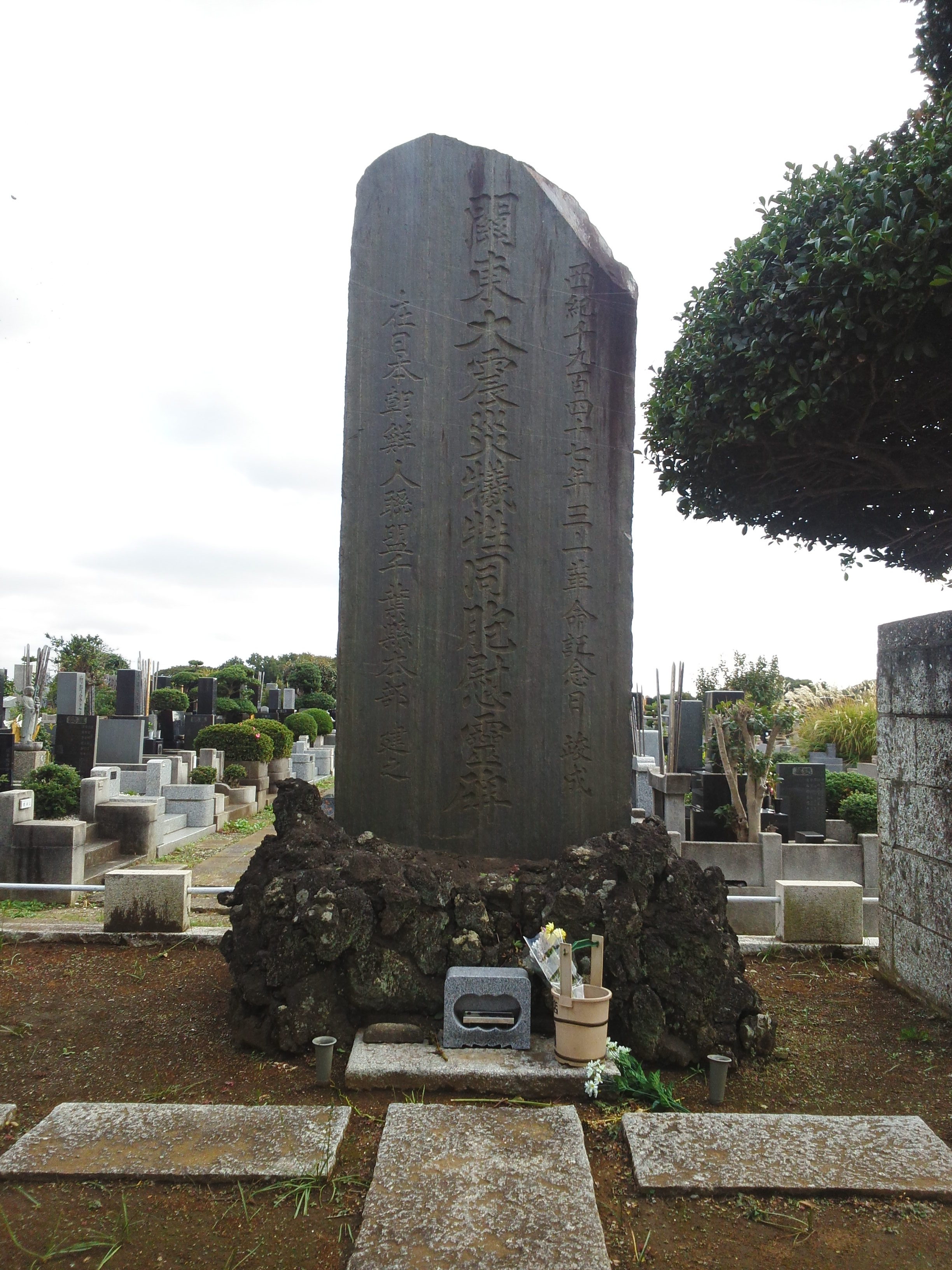
지바현 후나바시시 마고메 공동묘지 조선인 위령비

당시의 일본 당국은 지진 발생 얼마 전에 조선의 3.1운동과 식민지였던 대만에서 수천 명의 사상자를 낳은 대규모 봉기를 유혈 진압하면서 민중의 저항에 대한 두려움을 느끼게 되었다. 지진 당시, 치안을 맡은 최고 책임자들은 주로 대만총독부에서 일하던 관료 및 군인 출신이었다. 또한 일본 본국에서는 다이쇼 데모크라시로 인하여 노동운동, 민권운동, 여성운동 등 지배 권력에 대한 민중의 저항과 권리찾기 운동이 활발하던 시기였다. 이러한 분위기를 사회적 혼란 또는 일본제국의 위기으로 판단한 이들은 예상치 못한 자연재해인 지진을 기화로 조선인을 희생양 삼아, 질서를 유지할 목적으로 “조선인 폭동설”을 날조하였다. 사건 이후, 일본 당국은 이 사실이 알려질 경우, 조선에서 다시 대규모 반발이 일어날 것을 우려하여, 한동안 일본 내 조선인의 입국을 금지시켰다. 또한 초기 발표를 하면서 조선인 사상자의 수는 불과 2~3명에 불과하다고 주장할 정도로 일본 정부는 사건을 숨기는데 급급하였다.

## 추모

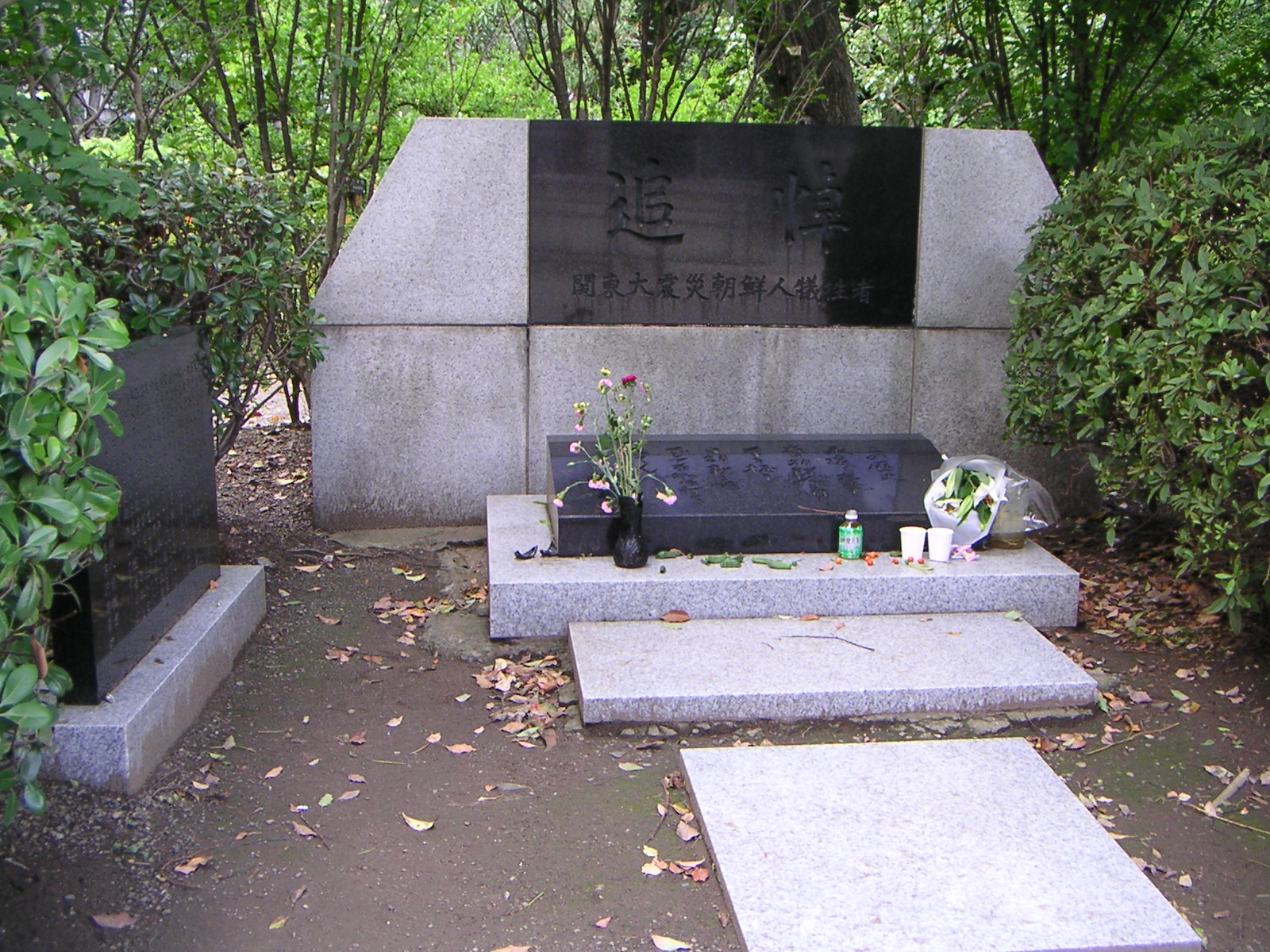
요코아미초공원 조선인 위령비

간토 대지진 당시 학살된 조선인들에 대한 위령비가 일본에 몇몇 존재한다. 대표적으로 일본 지바현 후나바시시 마고메 공동묘지에 있는 ‘간토대지진 희생 동포 위령비가 설치되어 있다. 또한 도쿄 스미다구 요코아미초공원에도 위령비가 설치되어 있다. 대한민국 정부는 학살된 조선인들의 명단을 확보하는데 어려움을 겪고 있다.

## 조선인 학살사건과 관련된 일본의 저명인
저명한 아나키스트 오스기 사카에와 그의 6살짜리 조카 다치바나 소이치, 페미니스트 사회주의자이자 오스기의 아내인 이토 노에가 아마카스 마사히코 중위가 이끄는 군경에 체포되어 죽을 때까지 구타당한뒤, 우물에 유기된 아마카스 사건이 일어났다.
이 사건은 간토 대지진 후의 사회적 패닉 상태를 일본 전국에 널리 알리게 된 계기가 되었으며, 조선인 학살사건도 이 사건을 통해 알려졌다.
일본 영화계의 거장으로 평가받는 구로사와 아키라(黒澤明)는 대지진 후의 혼란기를 소년기에 직접 체험하여, 당시 억울하게 희생된 조선인과 자경단의 광기, 유언비어 등에 대하여 상세히 증언하는 유명인의 한 사람이다.
한편, 일본의 소설가이며, 가장 권위있는 문학상 중 하나인 아쿠타가와 상으로 유명한 아쿠타가와 류노스케는 자경단으로 활약한 것으로 알려져 있다.

## 갤러리

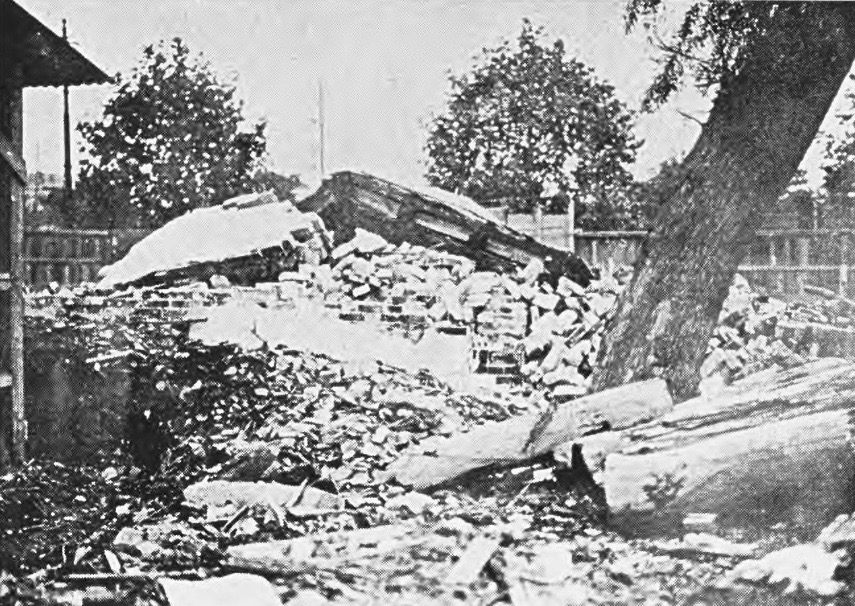
간토 대지진 이후 무너진 집
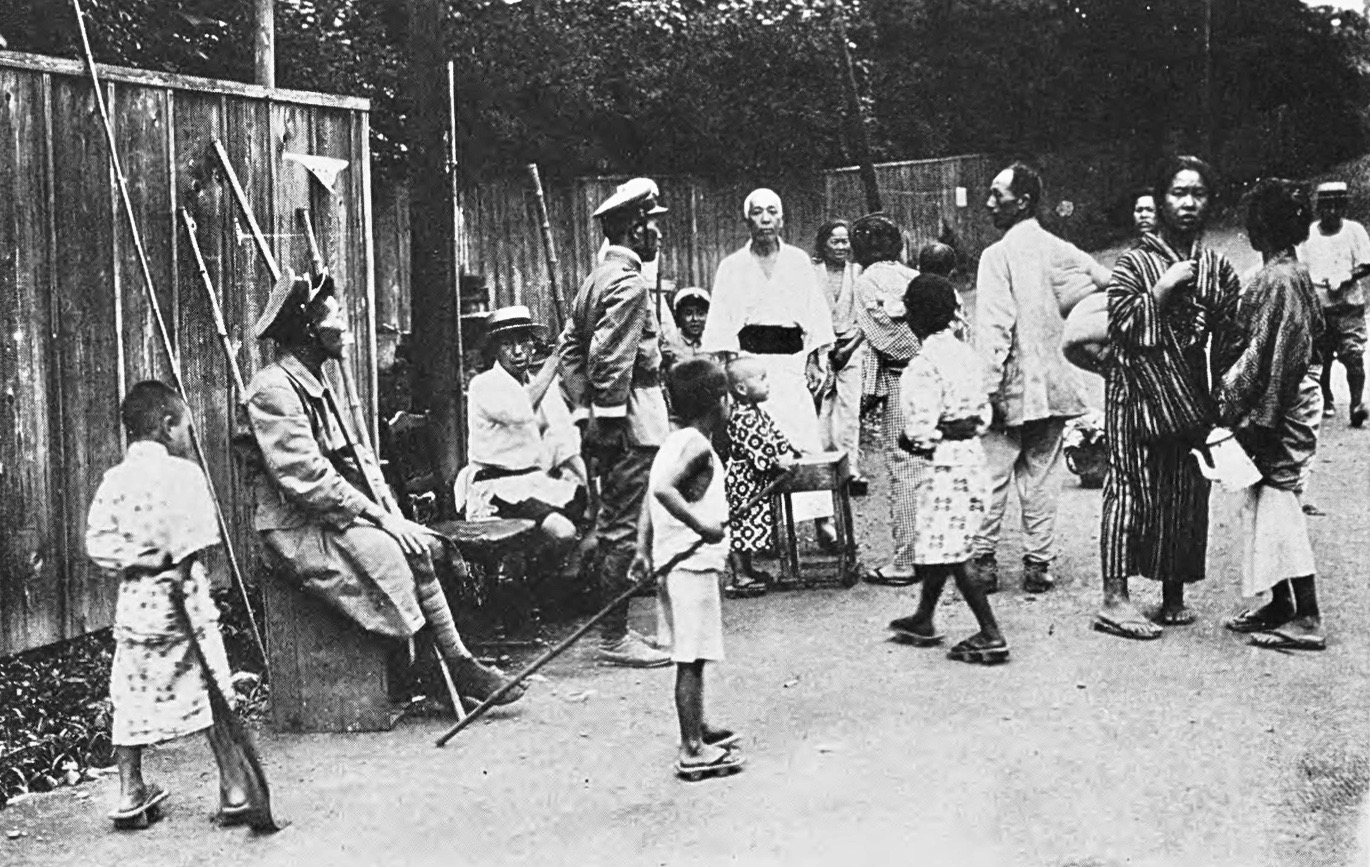
일본 민간인들과 일본 군경
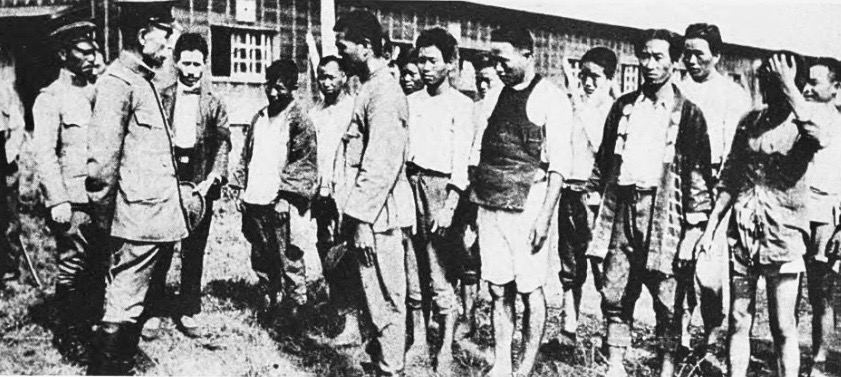
나라시노토모 수용소로 보내진 조선인들의 모습
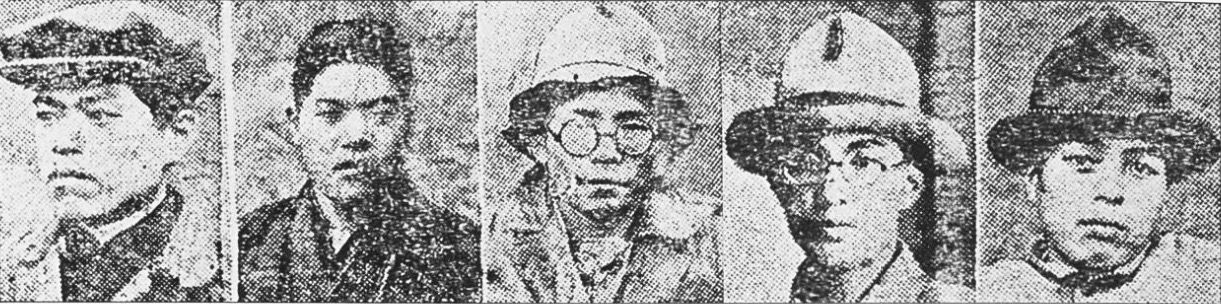
간토대학살 희생자들의 사진

## 대중 매체
- 바람이 분다

## 같이 보기
- 유언비어
- 가짜뉴스
- 일본의 반한감정
- 재일 한국인
- 린치
- 일본의 민족 문제
- 5·3 참변
- 난징 대학살
- 코로나19 범유행에 관한 제노포비아와 인종 차별

## 참고 문헌
- 학살의 기억. 관동대지진/ 강덕상 저/ 김동수,박수철 역/ 역사비평사
- 관동대지진 조선인 학살에 대한 일본 국가와 민중의 책임/ 아마다 쇼지 저/ 이진희 역/ 논형
- 관동대지진과 동아일보의 수난: 불타는 동경/ 이이녕 저/ 전인교육